# 中古文学会
中古文学会（ちゅうこぶんがくかい、英語: The Association for The Study of Japanese Heian Literature）は、日本の学術研究団体の一つ。

## 概要
中古文学の研究を推進するために会員相互の連携と親睦を図ることを目的として、1966年（昭和41年）11月に設立された。その目的を実現するために、毎年春と秋の大会（シンポジウムおよび研究発表）の開催と、機関誌『中古文学』（年2回刊）の発行を、主な事業として行っている。
学術研究団体としての種別は単独学会。日本学術会議協力学術研究団体である。会員数は約1600名（団体会員を含む）。代表委員は松岡智之（お茶の水女子大学文教育学部言語文化学科准教授）。

## 刊行物

### 中古文学
- 誌名（和文）：中古文学
- 創刊年：1967
- 資料種別：ジャーナル（査読付き論文を含む）
- 使用言語：日本語のみ
- 発行形態：eジャーナル、印刷体
- 著作権帰属先：著者
- クリエイティブコモンズ：定めていない
- 購読：有料

## 学会賞
- 中古文学会賞

## 地区部会
- 関西部会は2002年（平成14年）5月に発足。

年三回の例会を行う。事務局は廣田收（同志社大学教授）研究室内（2011～2012年度）。